# Adrián Hernández
Adrián Hernández Abenza (Murcia, España, 30 de agosto de 1981), es un entrenador de fútbol español que actualmente dirige al Águilas C. F., equipo que milita en el Grupo 4 de la Segunda Federación.
Además es profesor de Economía y orientación (Formación Pedagógica).Es licenciado en Administración de Empresas y en Periodismo.Diplomado en ciencias Empresariales. Máster en Marketing.

## Trayectoria
Adrián siempre había mostrado interés por el fútbol jugó en categorías inferiores de fútbol regional.Estudió en el Instituto Juan Carlos I de Murcia, siendo habitual verlo en las terrazas aledañas hablando de fútbol. En la Universidad estudió economía y se hizo profesor hasta que empezó a entrenar a la Escuela Deportiva Municipal de Fútbol Churra. Empezó con el primer equipo en la temporada 2013-2014 ganado la liga en primera autonómica murciana y ascendiendo, al año siguiente  en preferente murciana hasta llegar a Tercera División. Durante las siguientes temporadas acabaría en la mitad de la tabla (el duodécimo puesto en 2015-16 y en el puesto catorce en 2016-17).
Durante las temporadas 2017-18 y 2018-19 acabó en cuarta posición, estando muy cerca de la cabeza. En 2018 fue eliminado por el Club Polideportivo Cacereño y en 2019 por el Gimnástica Segoviana Club de Fútbol, pero Adrián ya empezaba a ganar fama por sus charlas en el vestuario.
En verano de 2019 fue elegido como entrenador del Real Murcia CF. Aunque estuvo las cuatro primeras jornadas sin ganar y el club llegó a salvar la categoría.
Entrenando al Real Murcia CF logró ser campeón de la Copa Real Federación Española de Fútbol 2019-20, venciendo en semifinales por 3-0 al CD Castellón y en la final ganó en penaltis al CD Tudelano con gran parte del equipo de la cantera.
El 5 de mayo de 2020, se anuncia la renovación del técnico durante una temporada más, para dirigir al Real Murcia CF en la Segunda División B.
El 15 de febrero de 2021, tras ser derrotado por el Linares Deportivo por dos goles a cero, el técnico es destituido debido a los malos resultados del conjunto grana que le alejan de las posiciones de liga Pro.
El 8 de junio de 2021, se compromete con el Yeclano Deportivo de la Tercera División RFEF para dirigirlo durante la temporada 2021-22
El 28 de marzo de 2022 Adrian Hernández y el Yeclano consiguen el ascenso a la segunda federación tras quedar primeros en el grupo XIII de la tercera federación murciana.
El 2 de junio de 2024 tras una temporada muy larga y finalmente exitosa Adrian Hernández y el Yeclano deportivo hacen la épica y consiguen ascender a primera federación tras vencer al CD Numancia de Soria por 2 goles a 1 en el campo municipal de deportes de la Constitución 

## Clubes
| Club              | País   | Año       |
| ----------------- | ------ | --------- |
| EDMF Churra       | España | 2014-2019 |
| Real Murcia CF    | España | 2019-2021 |
| Yeclano Deportivo | España | 2021-2025 |
| Águilas CF        | España | 2025-     |

## Palmarés
- 1 x Copa Real Federación Española de Fútbol 2019-20 con el Real Murcia.
- 3 ascensos con EDMF Churra.
- 2 play off de ascenso a 2B con el EDMF Churra.
- 2 Ascensos con el Yeclano Deportivo y campeonato de liga en 3RFEF.
- Campeón de la Copa federación FFRM.Yeclano Deportivo